# Viaduct van Halle
Het viaduct van Halle is een betonnen liggerbrug in de A8 en de N203a in de gemeente Halle in Vlaams-Brabant. Het viaduct gaat, van oost naar west, over het kanaal Charleroi-Brussel, over de HSL 1, over de spoorlijn 96, over de Zenne en ten slotte over de N6 .
Het 19,4 m brede viaduct werd gebouwd in 1969 en bestaat in totaal uit 13 overspanningen van verschillende lengte, met een grootste overspanning van 64,3 m over het kanaal. De totale lengte bedraagt 408 m.